# Soko J-20 Kraguj
Die Soko J-20 Kraguj (serb. соко/soko dt. „Falke“ – крагуј/kraguj dt. „Sperber“) ist ein einsitziges leichtes Bodenangriffs- und COIN-Flugzeug des jugoslawischen Herstellers Soko.

## Konstruktion
Die „Kraguj“ ist eine Metallkonstruktion in klassischer Halbschalenbauweise mit leicht trapezförmigen Tragflächen. Das einsitzige Flugzeug besitzt ein geschlossenes Cockpit mit nach hinten öffnender Haube und ist mit einem nicht einziehbaren Spornradfahrwerk ausgestattet, das auch Starts von unvorbereiteten Pisten erlaubt. Im Winter können auch Skikufen zugerüstet werden.
Angetrieben wird das Flugzeug von einem 254 kW (340 PS) leistenden Kolbenmotor Lycoming GSO-480-B1J6. Das Flugzeug wurde speziell für Einsätze gegen Bodenziele konzipiert und für eine einfache Wartung und Waffenbeladbarkeit ausgelegt.

## Militärische Nutzung
- Jugoslawien
- Kroatien
- Republik Serbische Krajina
- Republika Srpska
- Serbien

## Technische Daten
| Kenngröße               | Daten                                                                             |
| ----------------------- | --------------------------------------------------------------------------------- |
| Besatzung               | 1                                                                                 |
| Länge                   | 7,93 m                                                                            |
| Spannweite              | 10,64 m                                                                           |
| Höhe                    | 3,00 m                                                                            |
| Flügelfläche            | 17,00 m²                                                                          |
| Flügelstreckung         | 6                                                                                 |
| V-Stellung              | 4°                                                                                |
| Profil                  | NACA 4415                                                                         |
| Flächenbelastung        | 95,5 kg/m³                                                                        |
| Leistungsbelastung      | 4,7 kg/PS                                                                         |
| Leermasse               | 1130 kg                                                                           |
| max. Startmasse         | 1317 kg                                                                           |
| Reisegeschwindigkeit    | 280 km/h in 1500 m Höhe                                                           |
| Höchstgeschwindigkeit   | 275 km/h in Bodennähe 295 km/h 1500 m Höhe                                        |
| Mindestgeschwindigkeit  | 88 km/h                                                                           |
| Steigleistung           | 8,0 m/s                                                                           |
| Dienstgipfelhöhe        | 8000 m                                                                            |
| Reichweite              | 800 km                                                                            |
| Start-/Landerollstrecke | 110 m/120 m                                                                       |
| Triebwerke              | 1 × Lycoming GSO-480-B1J6 mit 254 kW                                              |
| Bewaffnung              | 2 × 7,7-mm-MGs Colt Browning Mk.II 4 Unterflügelstationen für Bomben oder Raketen |